# Tolovana

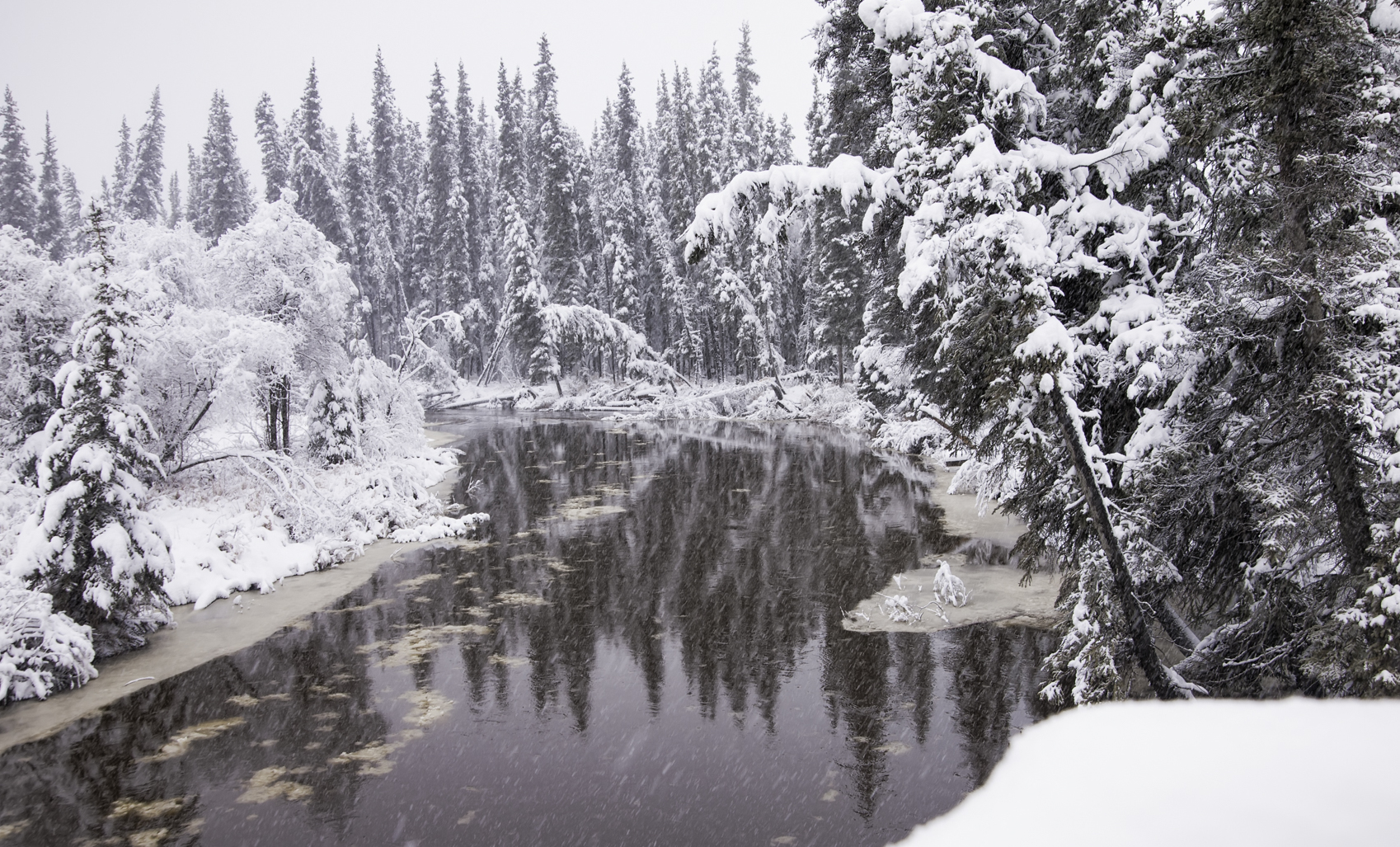
La rivière Tolovana

La rivière Tolovana est un cours d'eau d'Alaska, aux États-Unis situé dans la région de recensement de Yukon-Koyukuk. C'est un affluent de la rivière Tanana, laquelle se jette dans le fleuve Yukon.

## Description
Longue de 117 milles (188 km), elle prend sa source au confluent de Livengood Creek et d'Olive Creek et coule en direction du sud-ouest, pour rejoindre la rivière Tanana à 64 milles (103 km) de Fairbanks.
Elle a été référencée sous le nom indien Nilkoka par W.J. Peters et A.H. Brooks en 1898.

## Affluent
- Chatanika

## Sources
- (en) « Tolovana », Geographic Names Information System